# Hesdin
Hesdin (Aussprache [edɛ̃], niederländisch Heusden lateinisch Hedena, Hesdinum) ist eine ehemalige französische Kleinstadt mit 2225 Einwohnern (Stand: 1. Januar 2022) im Département Pas-de-Calais in der Region Hauts-de-France. Sie gehörte zum Arrondissement Montreuil. Die Bewohner werden Hesdinois und Hesdinoises genannt.
Der Erlass des Präfekten vom 16. Oktober 2024 legte mit Wirkung zum 1. Januar 2025 die Eingliederung von Hesdin als Commune déléguée zusammen mit den früheren Gemeinden Huby-Saint-Leu, Marconne und Sainte-Austreberthe zur Commune nouvelle Hesdin-la-Forêt fest.

## Geografie

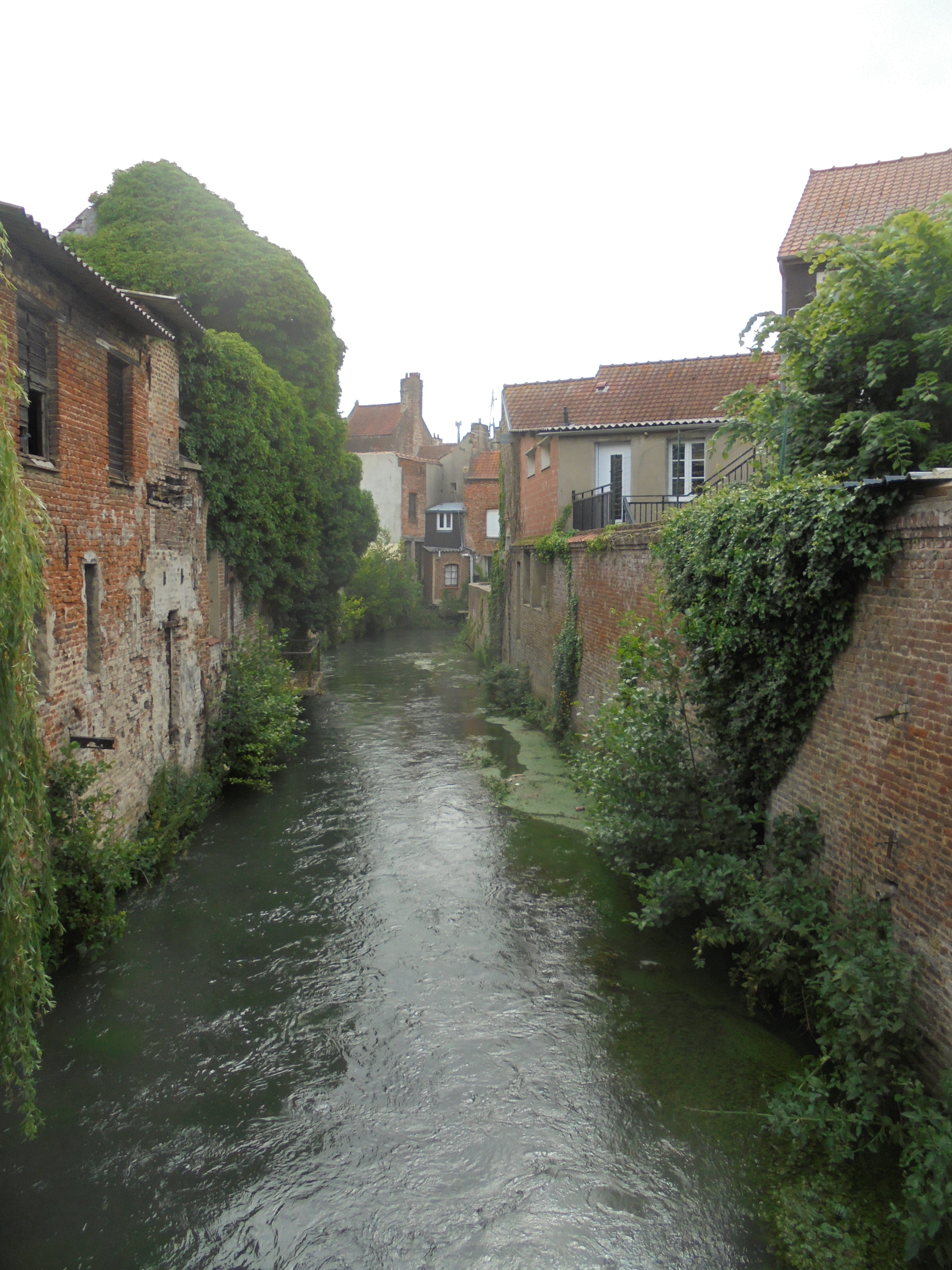
Die Canche bei Hesdin

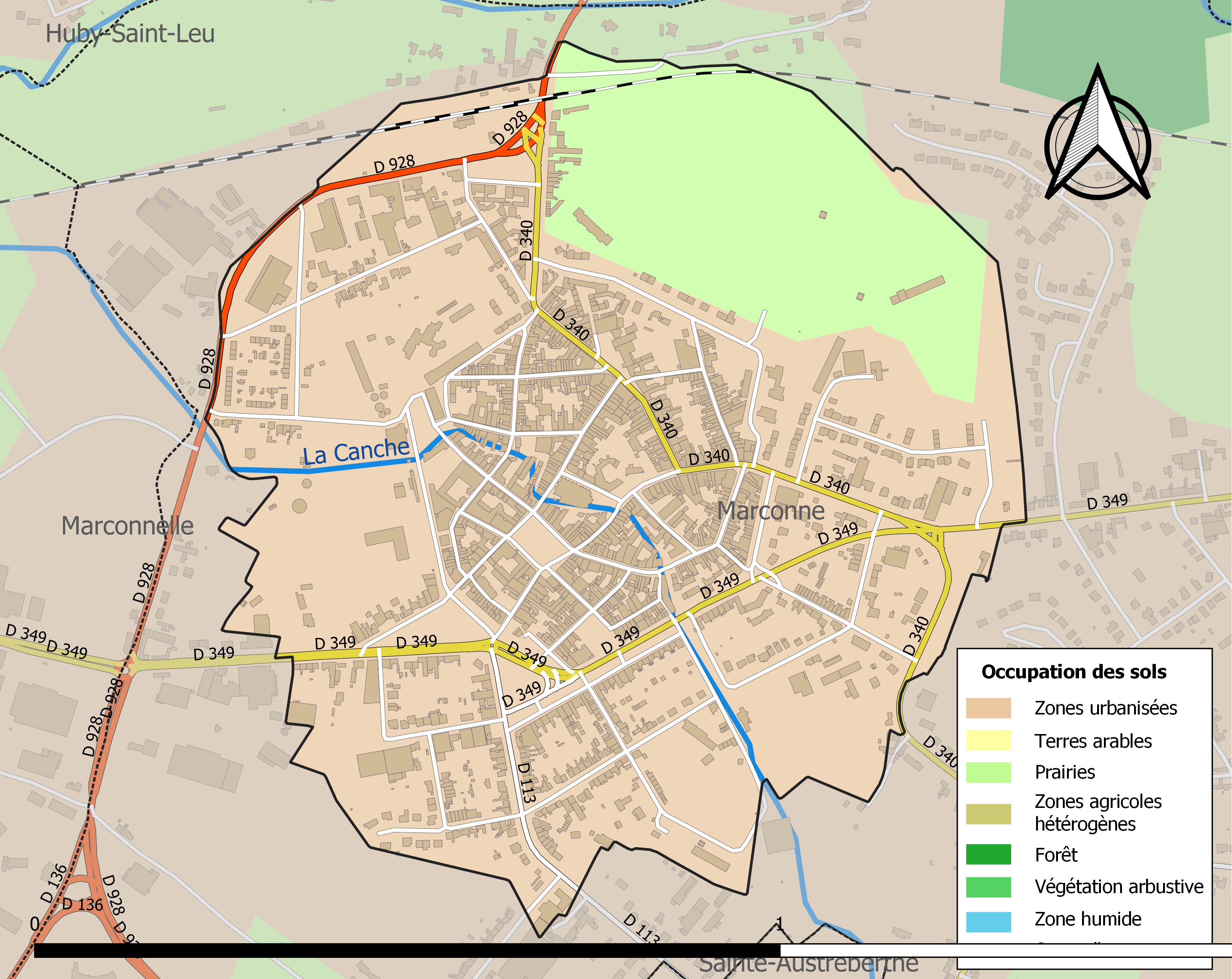
Bodennutzung, Hydrografie und Infrastruktur von Hesdin (2018)

Die ehemalige Stadt Hesdin liegt etwa 22 Kilometer ostsüdöstlich von Montreuil-sur-Mer und etwa 53 Kilometer westnordwestlich von Arras in der historischen Provinz des Artois. Das Ortsgebiet wird entwässert von der Canche, die es von Südost nach West durchquert.
Teile des Gebiets von Hesdin gehören zur ZNIEFF-Naturzone „La basse Vallée de la Canche et ses versants en aval d’Hesdin“ (310013699). Rund 66 % der Fläche von Hesdin sind bebaut, rund 17 % werden landwirtschaftlich, vor allem im Nordosten als Weideland genutzt, rund 17 % entfallen auf Industrie-, Gewerbe- und Verkehrsflächen (Stand: 2018).
Hesdin ist ringförmig von der Commune déléguée Marconne umschlossen.

## Geschichte
Es gab zunächst eine Ortschaft Hesdin (Vieil-Hesdin), die sich etwas weiter flussaufwärts befand. Sie wurde mehrmals von französischen Truppen angegriffen und im Jahr 1552 eingenommen. Bereits ein Jahr später wurde sie von spanischen Truppen erobert. Kaiser Karl V. ließ die alte Ortschaft abreißen und durch seinen Feldherrn Emanuel Philibert von Savoyen eine neue Stadt mit dem Namen Hesdinfert errichten. Dabei bedeuteten die vier letzten Buchstaben F.E.R.T lateinisch Fortitudo Ejus Rhodam Tenuit, als Wahlspruch des Hauses Savoyen. Diese Festung und die zugehörige Stadt nahmen später den Namen Hesdin an. Diese Stelle war strategisch günstig gelegen, da sie zur einen Seite an ein Sumpfgebiet grenzte und sich so weder feindliche Truppen von dort nähern noch Geschütze in Stellung gebracht werden konnten. Zusätzlich ließ er die Stadt durch tiefe Gräben und starkes Mauerwerk sichern. Trotz dieser Maßnahmen konnten die Franzosen die Stadt im Jahr 1639 erobern. 1659 wurde diese Zugehörigkeit im Pyrenäenfrieden bestätigt. Im Jahr 1730 wurde die Befestigung verstärkt.

## Bevölkerungsentwicklung
| Jahr                       | 1962 | 1968 | 1975 | 1982 | 1990 | 1999 | 2006 | 2013 | 2022 |
| -------------------------- | ---- | ---- | ---- | ---- | ---- | ---- | ---- | ---- | ---- |
| Einwohner                  | 3010 | 3105 | 3248 | 2977 | 2713 | 2686 | 2474 | 2189 | 2225 |
| Quellen: Cassini und INSEE |      |      |      |      |      |      |      |      |      |

## Sehenswürdigkeiten
- Das Rathaus von Hesdin-la-Forêt mit einem Belfried an der zentralen Place des armes stammt aus dem 16./17. Jahrhundert. Der Belfried gehört seit 2005 zum UNESCO-Welterbe.[7] Der Erker des Rathausgebäudes aus dem 17. Jahrhundert ist seit 1926 als Monument historique eingeschrieben, Fassaden und Dächer des Rathauses mit Ausnahme der modernen Partien des Belfried seit 1946. Es birgt zahlreiche Einrichtungsgegenstände, die in der Base Palissy gelistet sind, darunter eine große Anzahl, die als Monument historique der beweglichen Objekte klassifiziert sind.
- Die Kirche Notre-Dame im Stil der Backsteingotik stammt aus dem 16. Jahrhundert. Ihr Eingangsportal im Renaissance-Stil ist seit 1947 als Monument historique klassifiziert, die restliche Kirche seit 1948 eingeschrieben. Sie birgt zahlreiche Ausstattungsgegenstände, die in der Base Palissy gelistet sind, darunter eine übergroße Anzahl, die als Monument historique der beweglichen Objekte klassifiziert sind.
- Die Abtei Saint-André-aux-Bois wurde 1633 errichtet und ist seit 1926 in Teilen als Monument historique eingeschrieben.
- Ehemaliges Hospiz Saint-Jean, später Jesuitenkolleg, erbaut 1746, seit 1984 in Teilen als Monument historique eingeschrieben.

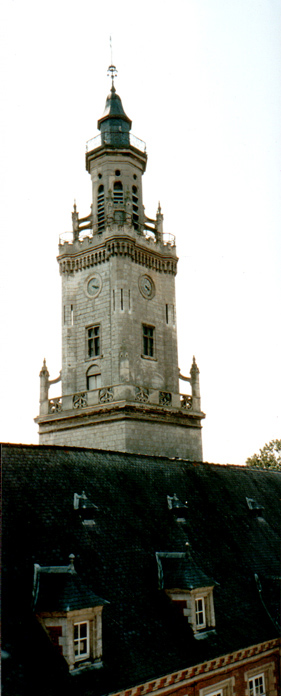
Belfried
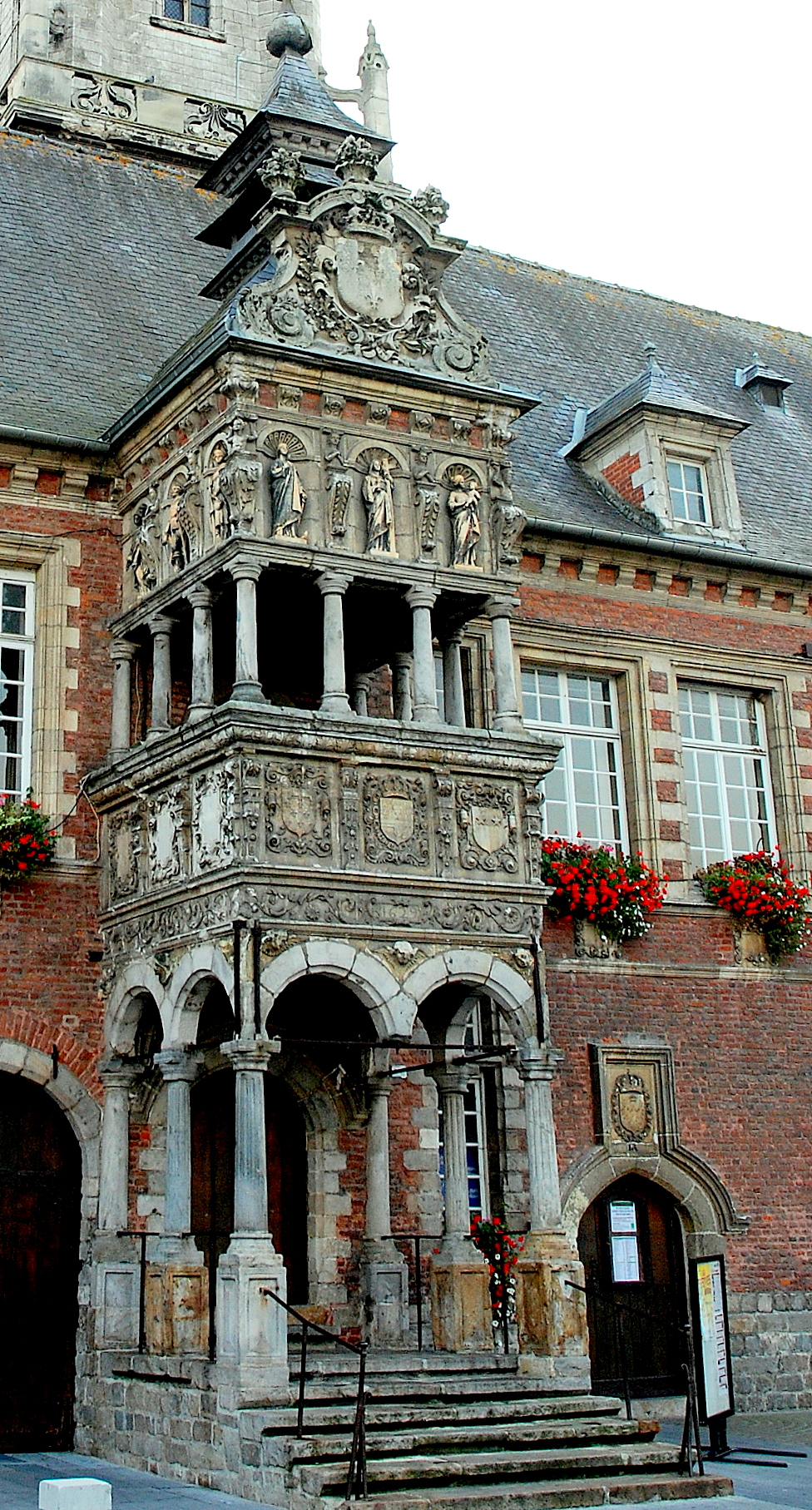
Rathauserker
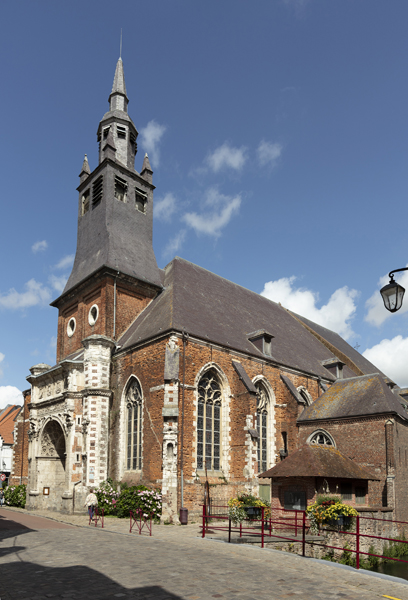
Kirche Notre-Dame
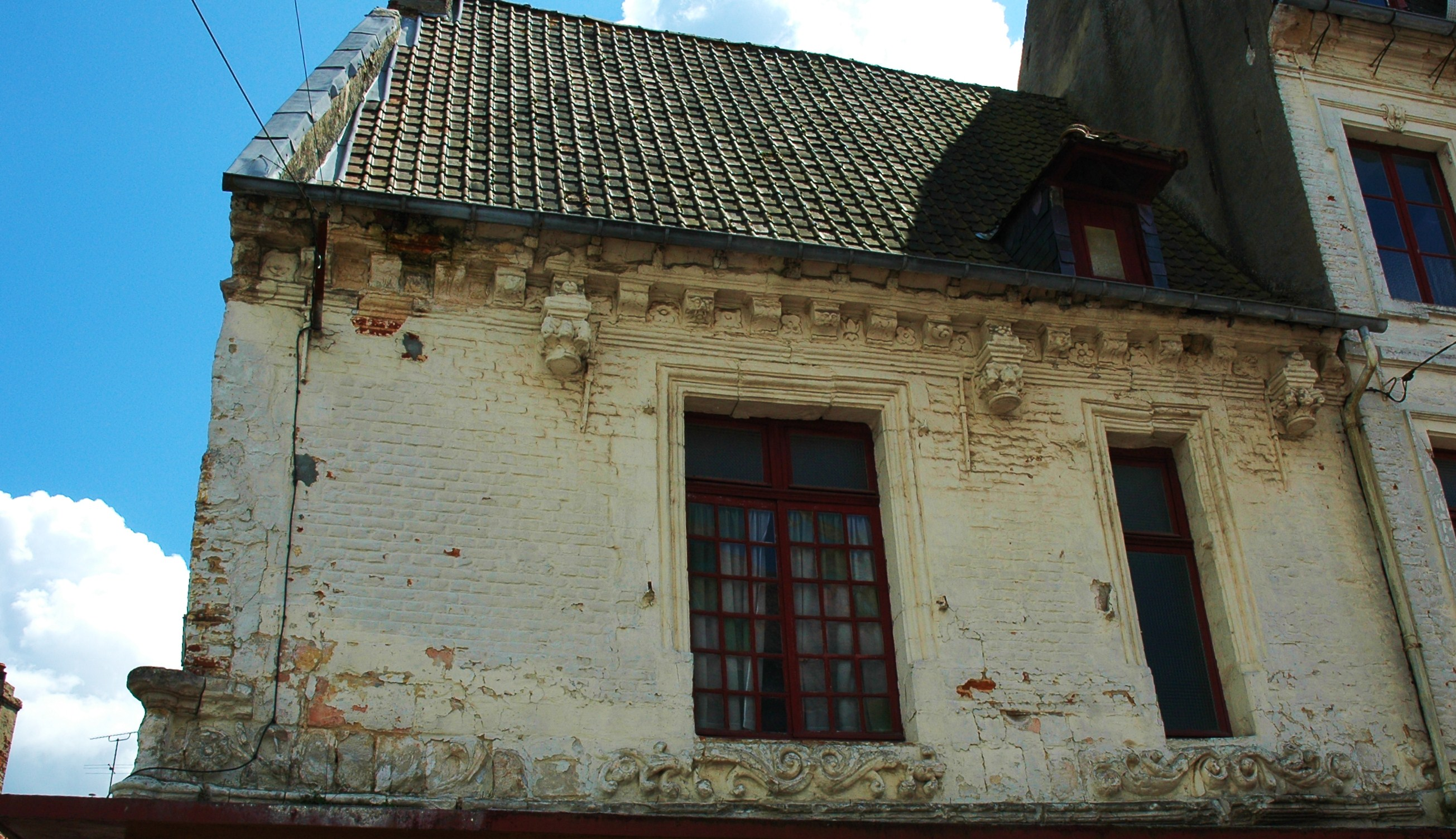
Reste der Abtei Saint-André-aux-Bois
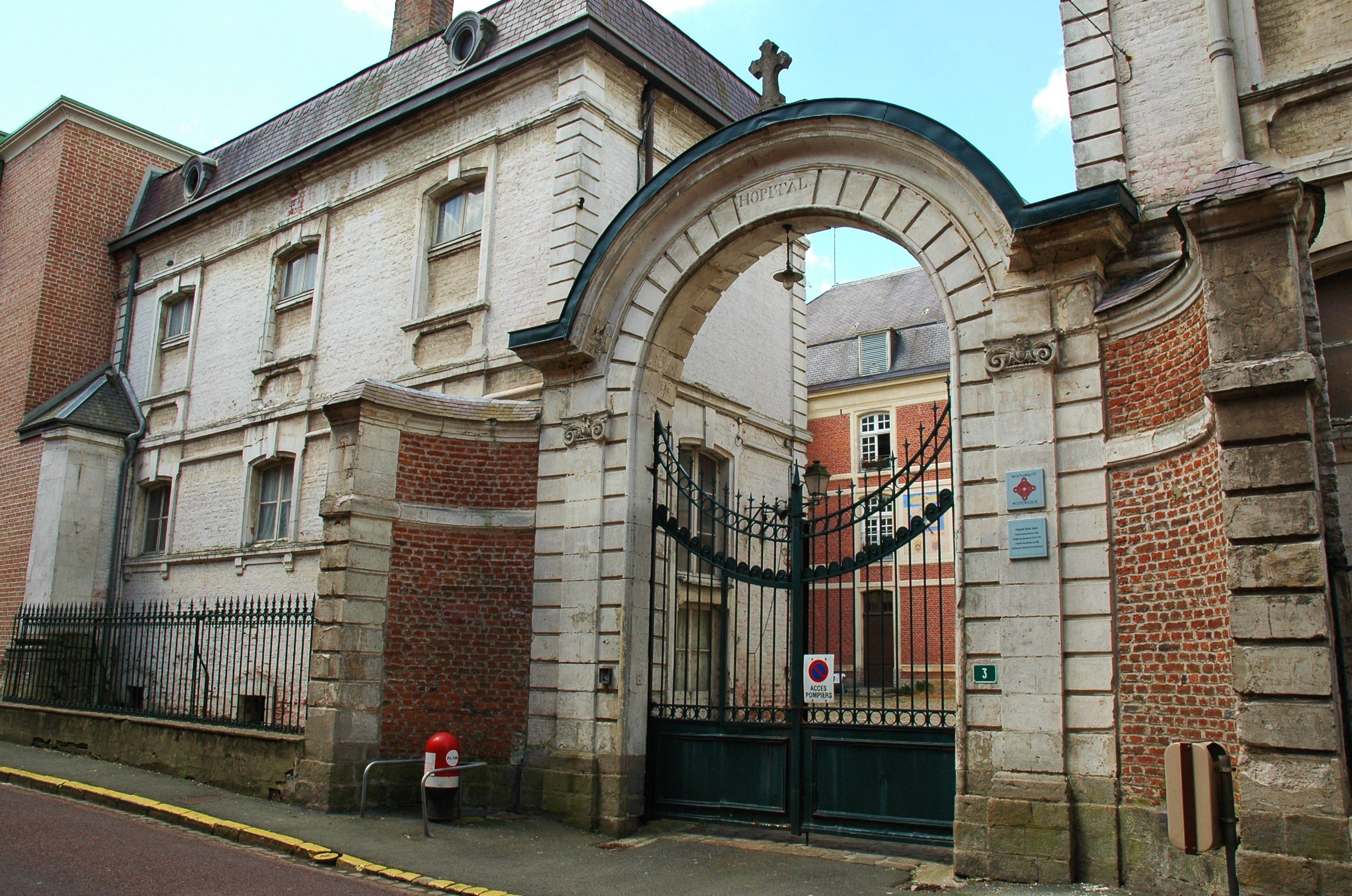
Ehemaliges Hospiz
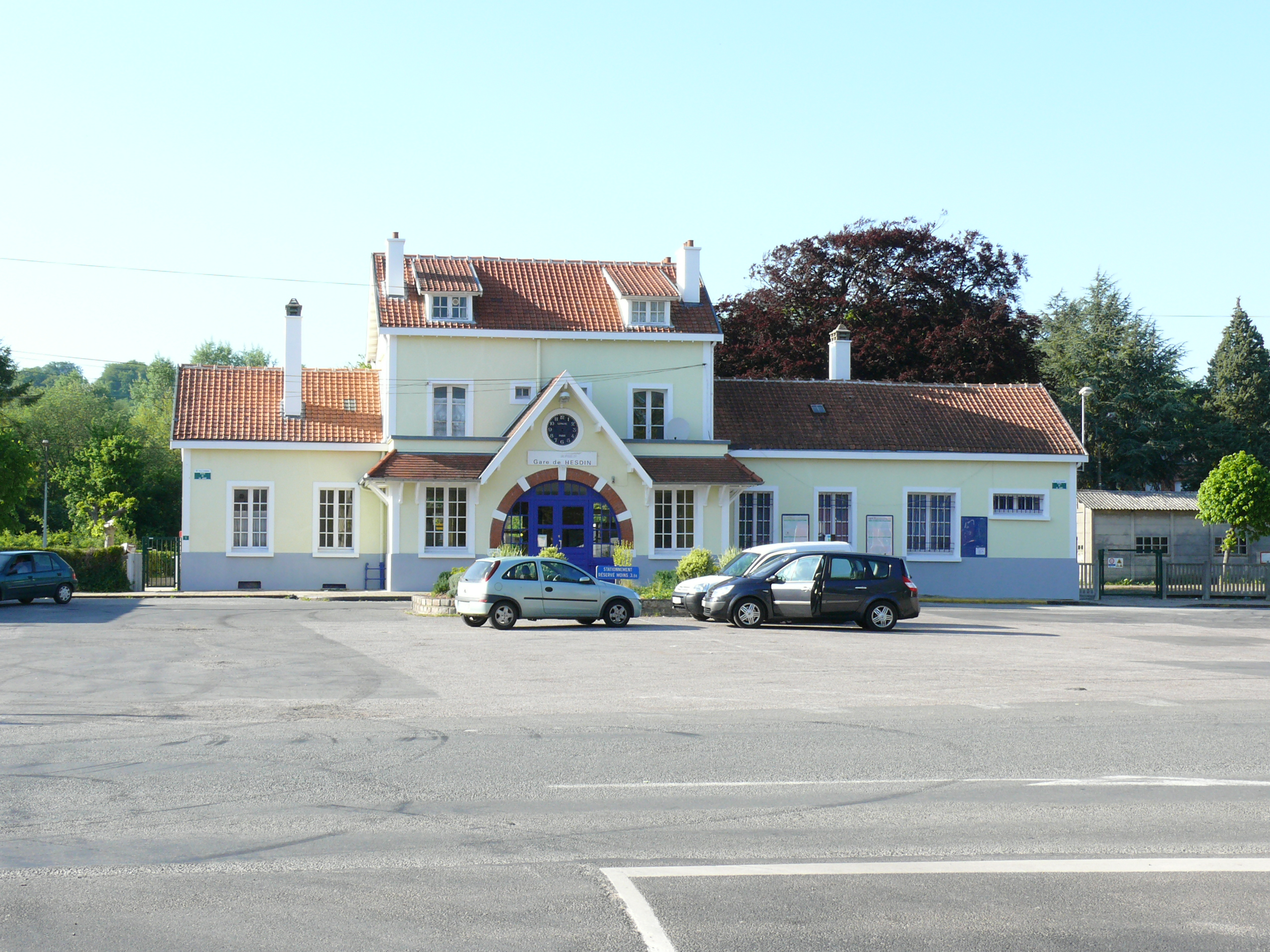
Bahnhof

## Städtepartnerschaften
- London Borough of Havering in England
- Brilon in Deutschland
- Heusden-Zolder in Belgien

## Persönlichkeiten
- Jean Mansel (1400–1473), französischer Schriftsteller und Historiker, geboren in Hesdin
- Loyset Liédet (* um 1420 vermutlich in Hesdin; † nach 1484), französisch-flämischer Schreiber, Maler und Illuminator
- Antoine-François Prévost (1697–1763), französischer Schriftsteller, geboren in Hesdin
- Henri Le Fauconnier (1881–1946), französischer Maler des Kubismus, geboren in Hesdin

## Belege
1. ↑  RECUEIL DES ACTES ADMINISTRATIFS N°62-2024-223. (PDF) Département Pas-de-Calais, 18. Oktober 2024, S. 67–70, abgerufen am 22. Oktober 2024 (französisch).
2. ↑  Biodiversité dans les territoires - Hesdin. Inventaire national du patrimoine naturel (INPN), abgerufen am 22. Oktober 2024 (französisch).
3. ↑  Répartition des superficies en 15 postes d’occupation des sols (métropole). CORINE Land Cover, 2018, abgerufen am 22. Oktober 2024 (französisch).
4. ↑  Felix Rachfahl: Wilhelm von Oranien und der niederländische Aufstand. Band 1. Max Niemeyer, Halle/Saale 1906, S. 175–176 (Textarchiv – Internet Archive).
5. ↑  Martin Zeiller: Hesdin. In: Matthäus Merian (Hrsg.): Topographia Circuli Burgundici (= Topographia Germaniae. Band 16). 1. Auflage. Matthaeus Merians Erben, Frankfurt am Main 1654, S. 208 (Volltext [Wikisource]).
6. ↑  Hesdin oder Hedin. In: Johann Heinrich Zedler: Grosses vollständiges Universal-Lexicon Aller Wissenschafften und Künste. Band 12, Leipzig 1735, Sp. 1869.
7. ↑  Belfries of Belgium and France. UNESCO, abgerufen am 22. Oktober 2024 (englisch).